# NT Stadium
Das NT Stadium (Thai สนามเอ็นที สเตเดี้ยม), ehemals TOT Stadium Chaeng Watthana (Thai สนามทีโอที สเตเดี้ยม), ist ein reines Fußballstadion im Bezirk Lak Si in der thailändischen Hauptstadt Bangkok, Thailand. Es wird derzeit hauptsächlich für Fußballspiele genutzt und ist das Heimstadion vom Zweitlisten Kasetsart Football Club. Das 2010 eröffnete Stadion hat eine Kapazität von 5000 Personen. Der Eigentümer und Betreiber des Stadions ist die staatliche Telefon- und Kommunikationsgesellschaft TOT Public Company Limited.

## Nutzer des Stadions
| Verein                       | Zeitraum der Nutzung |
| ---------------------------- | -------------------- |
| Kasetsart FC                 | 2017 bis heute       |
| Deffo FC                     | 2018 bis heute       |
| Bangkok Christian College FC | 2017                 |
| Raj-Pracha FC                | 2017                 |
| TOT SC                       | 2011 bis 2015        |
| Raj-Pracha FC                | 2022 bis             |
| Police Tero FC               | 2025 bis             |